# Psammobotys
Psammobotys és un gènere d'arnes de la família Crambidae.

## Taxonomia
- Psammobotys alpinalis Munroe, 1972
- Psammobotys fordi Munroe, 1961